# Майкл Данн
Майкл Данн (англ. Michael Dunn; имя при рождении Гари Нил Миллер; англ. Gary Neil Miller; 1934—1973) — американский актёр кино и телевидения, певец. Первым из артистов-карликов США отказался от навязанного типажа маленького забавного человека, умилявшего своими размерами, и искал роли, требующие драматического мастерства. Он стал первопроходцем, за которым последовали такие актёры, как Зельда Рубинштейн, Рикардо Гил, Верн Тройер и другие.

## Биография

### Ранние годы
Гари Нил Миллер родился 20 октября 1934 года в городе Шаттак (Оклахома). Единственный ребёнок в семье. В раннем детстве у него был диагностирован гипофизарный нанизм, вызванный ахондроплазией (в зрелом возрасте его рост не превышал 117 сантиметров при весе в 35 килограмм). Когда ему было четыре года, его семья переехала в Дирборн (Мичиган). Данн был одарён интеллектуально и музыкально. Он начал читать в три года, рано проявил мастерство при игре на фортепиано, любил петь и рисовать. Его родители не поддались давлению со стороны школьной администрации, настаивающей на переводе его в школу для детей-инвалидов и твердо поддерживали его талант, независимость и интеграцию в общество. Заболевание значительно ограничило его подвижность, но он катался на лыжах, много плавал и оставался неплохим пловцом на протяжении всей своей жизни.

### Студенческие годы
Он завершил среднюю школу в Детройте (1951 год), а затем поступил в Мичиганский университет. Однако его занятия были прерваны, когда он был случайно сбит с ног на лестнице толпой студентов во время перемены. В 1953 году он перешёл в Университет Майами, где был лучший климат и более развитая коммунальная инфраструктура. Юноша всегда был энергичен и хорошо известен в студенческой среде: он пел в любительских шоу и в шутку присоединялся к команде черлидинга. Его товарищ организовал сбор средств среди студентов под лозунгом «колёса для Гари», на которые был приобретён автомобиль Остин 1951 года выпуска с ручным управлением, и Миллер получил ещё большую свободу передвижения. В 1956 он оставил Майами и вернулся в университет Мичигана, где в начале 1957 года завершил обучение.
В студенческие годы произошло важное изменение в жизни и взглядах Гари Нила Миллера: он оставил Епископальную церковь и принял Крещение по католическим обрядам. Он жил с родителями в городе Энн-Арбор, где работал профессиональным певцом, при этом часто посещал собор монашеского ордена Капуцинов при монастыре Св. Бонавентуры. Там он исполнял различные послушания без рукоположения в сан. Позже Миллер вспоминал, что служение церкви он считал своей социально-общественной обязанностью, так как ранее по своему физическому состоянию не смог отправиться со своими сверстниками на войну в Корее. Однако быт в огромном здании церкви XIX века был не приспособлен для человека с ограниченными возможностями. Миллер покидает Мичиган в надежде на успешную сценическую карьеру в Нью-Йорке.

### Артистическая карьера
Молодой человек избрал себе сценический псевдоним Майкл Данн, так как в гильдии киноактёров США уже был артист под именем Гари Миллер. В одном из Бродвейских постановок он увидел, а позже подружился с актрисой Фоби Дорин. Вскоре они начали выступать дуэтом в ночном клубе и имели определённый успех. 

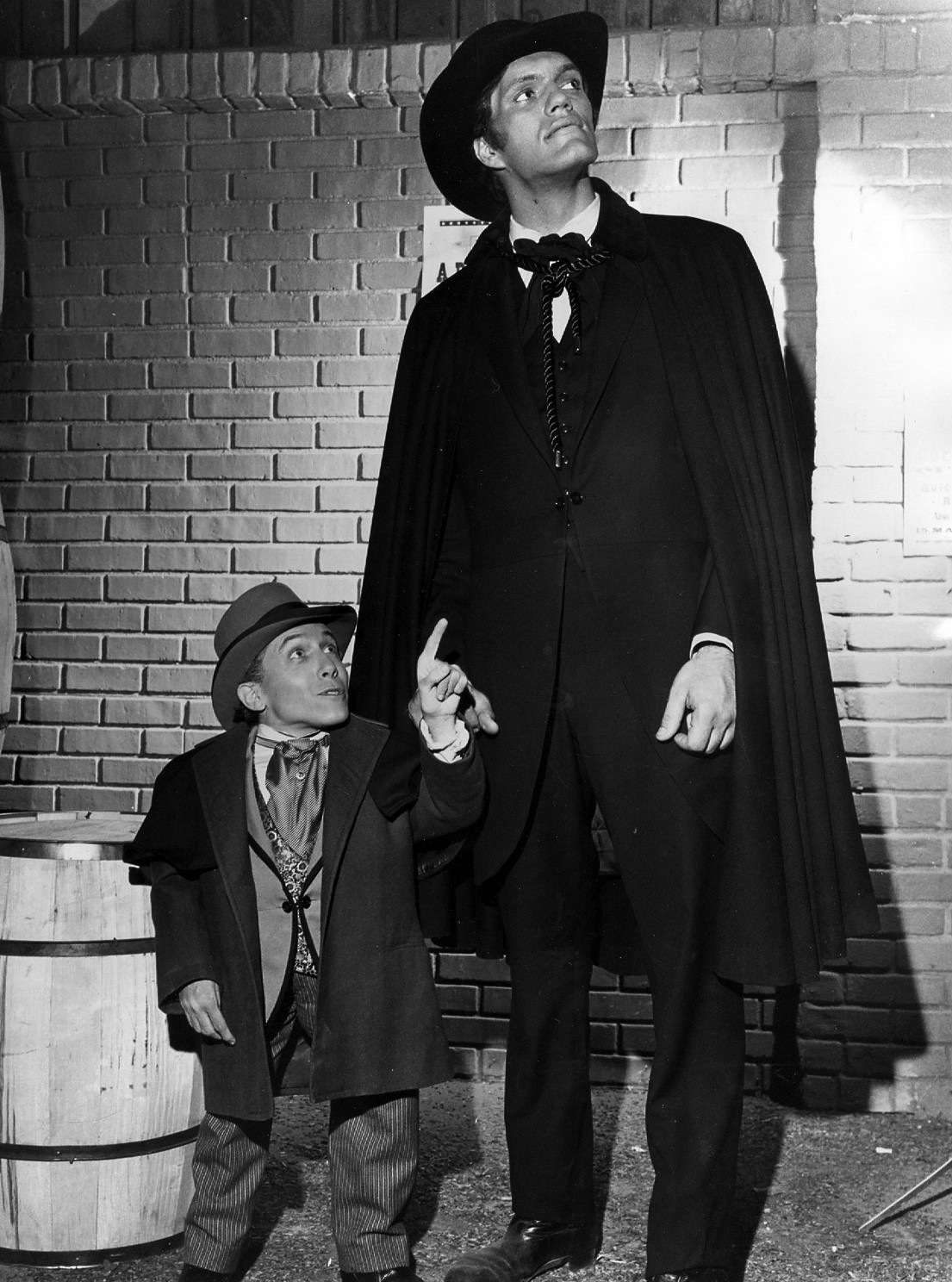
Майкл Данн и Ричард Кил в сериале The Wild Wild West

 Майкл Данн был замечен театральными агентами и с 1962 года регулярно получал приглашения на роли второго плана в телевизионных фильмах и шоу, среди которых глава «международной организации зла» мистер Биг в пародийном сериале «Напряги извилины», Амир в приключенческом сериале о Тарзане, Александр в одной из первых серий «Звёздного пути» и других. В 1965 году он был приглашён и начал постоянно сниматься в телесериале «The Wild Wild West», где исполнял роль сумасшедшего злодея-учёного доктора Мигелито Ловлесса (англ. Dr. Miguelito Loveless, буквально Мигелито Нелюбимый).
Хорошо известен такой его персонаж, как философствующий карлик Карл Глоккен из трагикомедии Стэнли Крамера «Корабль дураков» (1965 год). За мастерство при воплощение этого образа Майкл Данн был номинирован на премию «Оскар» за лучшую мужскую роль второго плана. Американский киновед Эмануил Леви назвал Глоккена в исполнении Майкла Данна — «нравственным компасом, высмеивающим трагизм, моральную пустоту своих попутчиков», а критик и режиссёр Майкл Филлипс оценил его как «иногда рассказчика, иногда шекспировского шута, который всегда знает больше, чем другие, но которого никто не слушает». Ещё одним безусловно важным этапом в карьере Майкла Данна стала роль византийского полководца и вельможи Нарсеса в пеплуме Роберта Сиодмака «Битва за Рим».
Кроме телевидения и кино актёр участвовал в театральных постановках. Обозреватель The New York Times Клайв Барнс так отозвался о работе Данна над неожиданной для него ролью Антея в трагедии «The Inner Journey»: «карлик Майкл Данн настолько хорош, что пьесу стоит посмотреть только из-за него. Сдержанный, с сердцем обращённым внутрь себя, с разумом, отображающим страдание, Антей господина Данна заслуживает любой похвалы, которая только может быть высказана».
В начале 1970-х Майкл Данн принял участие ещё в десятке телевизионных и кино-постановок. В августе 1973 года, во время съёмок очередного фильма, он неожиданно скончался во сне в номере одного из отелей Лондона. Авторитетные медицинские специалисты Великобритании и эксперты Скотланд-Ярда констатировали смерть от естественных причин, связанных с врождённым заболеванием (сколиоз, влекущий дыхательную недостаточность и регулярную перегрузку правых отделов сердца). Более поздние спекуляции журналистов о самоубийстве, хроническом алкоголизме и тому подобные не имеют под собой оснований.

## Фильмография
| Год  |    | Русское название                 | Оригинальное название           | Роль                    |
| ---- | -- | -------------------------------- | ------------------------------- | ----------------------- |
| 1963 | тф | Арест и судебное разбирательство | Arrest and Trial                | газетчик                |
| 1964 | тф | Ист-Сайд, Вест-Сайд              | East Side/West Side             | портье                  |
| 1965 | ф  | Корабль дураков                  | Ship of Fools                   | Карл Глоккен            |
| 1965 | тф | Напряги извилины                 | Get Smart                       | мистер Биг              |
| 1965 | тф | Дикий «Дикий Вест»               | The Wild Wild West              | доктор Мигелито Ловлесс |
| 1966 | ф  | Ты теперь большой мальчик        | You're a Big Boy Now            | Ричард Мадд             |
| 1967 | тф | Путешествие ко дну моря          | Voyage to the Bottom of the Sea | клоун                   |
| 1968 | ф  | Мэдиган                          | Madigan                         | малыш Кастильоне        |
| 1968 | ф  | С женщинами так нельзя           | No Way to Treat a Lady          | г-н Купперман           |
| 1968 | тф | Тарзан                           | Tarzan                          | Амир                    |
| 1968 | тф | Звёздный путь                    | Star Trek                       | Александер              |
| 1968 | ф  | Битва за Рим                     | Kampf um Rom I                  | Нарсес                  |
| 1970 | тф | Бонанза                          | Bonanza                         | Джордж Маршалл          |
| 1971 | ф  | Убийства на улице Морг           | Murders in the Rue Morgue       | Пьер Трибуле            |
| 1973 | ф  | Оборотень в Вашингтоне           | The Werewolf of Washington      | доктор Кисс             |